# Religion in the Roman Empire
Religion in the Roman Empire (Abkürzung: RRE) ist eine religionshistorische Fachzeitschrift, die vom Mohr Siebeck Verlag in Tübingen publiziert wird.
Religion in the Roman Empire behandelt die pluralistischen Religionen in der antiken Welt. Die fächerübergreifenden Beiträge kommen aus den Bereichen der Religionsgeschichte, Archäologie, Anthropologie, Altphilologie, Alten Geschichte, jüdischen Geschichte, rabbinischen Studien, Wissenschaft vom Neuen Testament und frühen Christentum, Patristik, koptischen Studien, gnostischen und manichäischen Studien und Arbeiten zur Spätantike und orientalischen Sprachen. 
Die Zeitschrift erscheint dreimal jährlich in englischer Sprache mit einer Auflage von 500 Exemplaren. Herausgeber der Zeitschrift sind Reinhard Feldmeier, Karen L. King, Rubina Raja, Annette Yoshiko Reed, Christoph Riedweg, Jörg Rüpke, Seth Schwartz, Christopher Smith, Markus Vinzent. 
Jörg Rüpke ist der geschäftsführende Herausgeber.